# قناة إسبادا المائية للري
ايسبادا أسيكويا  أو قناطر بيدراس كريك ، بناها الرهبان الفرنسيسكانية سنة 1731 في ما يعرف الآن سان أنطونيو، تكساس، الولايات المتحدة. تم تشييدها لتزويد مياه الرى إلى الأراضي قرب بعثة دي لا ايسبادا سان فرانسيسكو،وهي اليوم جزء من الحديقة الوطنية التاريخية لبعثات سان انطونيو. في أسيكويا لا تزال تستخدم حتى اليوم وهي من ضمن قائمة المعالم الهندسية المدنية التاريخية وهي تعد معلما تاريخيا وطنيا.

## نظام الري
نظام(الري) لبعثة ايسبادا في أسيكويا، مازالت قائمة حتى اليوم. الخندق الرئيسي أو مادري أسيكويا، , مازالت تواصل نقل المياه إلى البعثة و الأراضي الزراعية السابقة لها. ولا تزال هذه المياه تستخدم من قبل السكان الذين يعيشون على هذه الأراضي المجاورة.
كان البقاء الأولي لبعثة جديدة يتوقف على الزراعة والحصاد من المحاصيل. في جنوب وسط ولاية تكساس، وكانت الأمطار المتقطعة والحاجة إلى مصدر مياه موثوق جعلت من الضروري تصميم وتركيب نظام أسيكويا حيث أضحى ذى أولوية عالية. كان الري مهم جدا للمستوطنين الإسبانيين الاستعماريين وسجل أنهم قاسوا الأراضي الزراعية في suertes - أي مقدار الأراضي التي يمكن غمرها بالماء في يوم واحد..
إن استخدام قنوات مائية للري قد أستحدث أصلا على يد الرومان والمغاربة. عندما وصل المبشرين الفرنسيسكان في صحراء الولايات المتحدة اتجاهات البوصلة وقد وجد أن النظام يعمل جيدا في البيئة الحارة والجافة. في بعض المناطق، مثل نيو مكسيكو، وقد دمج بسهولة مع نظام الري بالفعل قيد الاستخدام من قبل شعوب بويبلو القديمة والأميركيين الأصليين.